# Kasteel De Wapenaer
Kasteel de Wapenaer (ook wel gespeld als Kasteel Wapenaar) is een kasteel ten noordoosten van de tot de West-Vlaamse gemeente Beernem behorende plaats Oedelem, gelegen aan de Ruweschuurstraat 5.

## Geschiedenis
Dit kasteel werd gebouwd in 1888 in opdracht van Jean van Ruymbeke, toenmalig burgemeester van Oedelem. Ook het park kwam toen tot stand. Wijzigingen van het kasteel volgden in 1909 en 1974. In 1936 kwam het kasteel aan baron Charles Gillès de Pelichy. Het echtpaar Gilles de Pélichy schonk het aan hun zoon, Raymond, die gehuwd was met Elisabeth de Wautier.
Op 25 mei 1940 werd het, tijdens de Achttiendaagse Veldtocht, bezocht door koning Leopold III. De dag daarop woonde Felix van Bourbon-Parma hier in het park een militaire kerkdienst bij.
Het kasteel is in de eenentwintigste eeuw nog steeds bewoond door nakomelingen Gillès de Pélichy.

## Gebouw
Het kasteel is uitgevoerd in neobarokke stijl en gebouwd in oranjerode baksteen.